# Tibiaster
Tibiaster és un gènere d'aranyes araneomorfes de la subfamília dels erigonins, dins de la família Linyphiidae. Es pot trobar al Kazakhstan.
Fou descrit per primera vegada per A. V. Tanasevitch l'any 1987.

## Llista d'espècies
Segons The World Spider Catalog 12.0:
- Tibiaster djanybekensis Tanasevitch, 1987 (Espècie tipus)
- Tibiaster wunderlichi Eskov, 1995